# Transcendence (álbum)
Transcendence es el segundo álbum de estudio de la banda estadounidense de heavy metal Crimson Glory, publicado en 1988 por MCA Records en los Estados Unidos y por Roadrunner Records en Europa. Al igual que su álbum debut, su grabación se realizó en los estudios Morrisound de Tampa y su sonido mezcla heavy metal, power metal y metal progresivo.
Una vez que salió a la venta, recibió críticas favorables por parte de la prensa especializada, hasta el punto que ha sido considerado como uno de los mejores álbumes de metal de la década y uno de los mejores del metal progresivo estadounidense. Asimismo, ha figurado en las listas de los mejores álbumes de power metal realizadas por los sitios webs Loudwire y ThoughtCo.

## Grabación y composición
Su grabación se realizó en los Morrisound Studios de Tampa, mismo recinto en donde registraron su álbum debut. Aunque en su mayoría el proceso fue similar, en esta ocasión decidieron samplear la batería de Dana Burnell con el objetivo de conseguir un sonido más claro y prístino. Para ello, el músico tocó todo el kit a excepción de los platillos y lo muestrearon en un synclavier; más tarde registraron los platillos por separado. Aunque Jon Drenning señaló que fue un proceso lento y tedioso, lograron el sonido de batería que querían.
Transcendence presenta una mezcla de heavy metal, power metal y metal progresivo, y las letras de sus canciones tratan mayormente sobre temas sombríos, retrospectivos y fantasiosos. A diferencia del álbum anterior, los cinco miembros de la banda recibieron créditos de composición. En una entrevista con el sitio web Maximum Metal, Jon Drennning comentó el origen de algunas de ellas, por ejemplo «Masque of Red Death» está inspirada en el cuento de Edgar Allan Poe del mismo nombre; «Eternal World» la compusieron durante la gira promocional de su álbum debut y nació como un tema instrumental, mientras que «Painted Skies» inicialmente era una balada compuesta en piano. En gran parte de las composiciones, la banda presenta ritmos progresivos y rápidos, en que la voz de Midnight resalta por su vocalización y tonos agudos. El sitio Allmusic señala que la composición es sencilla y se «rehúsan a utilizar los arreglos de rock progresivo ultracomplejos» en comparación con sus coterráneos Queensrÿche y Fates Warning.

## Comentarios de la crítica
Transcendence recibió críticas favorables por parte de la prensa especializada. Eduardo Rivadavia de Allmusic lo calificó como «uno de los mejores álbumes de metal progresivo estadounidense» y «uno de los mejores discos estadounidense de metal de la década»; al finalizar su reseña lo nombró un «excelente lanzamiento». El sitio Maximum Metal señaló que «es inmediatamente perceptible el esmerado cuidado que usaron para idear cada tema, ya que todo el álbum huele a una madurez y profesionalismo pocas veces alcanzado». En su crítica para la revista alemana Rock Hard, Frank Trojan mencionó que «Transcendence se presenta como una unidad compacta sin puntos débiles reconocibles», donde sus canciones van desde lo «dulce y tierno» en «Lonely» hasta «conmovedoramente duro» en «Red Sharks». Además, lo consideró como uno de los discos del año junto a Operation Mindcrime de Queensrÿche.
Con el paso de los años, distintos medios lo han considerado como uno de los mejores álbumes de metal. En 2005, el equipo editor de Rock Hard lo incluyó en el puesto 412 en su libro Los 500 álbumes más grandes de rock y metal de todos los tiempos. En 2017, Loudwire lo posicionó en el lugar 15 de los 25 álbumes de power metal de todos los tiempos, mientras que el sitio ThoughtCo lo incluyó en su lista de los álbumes esenciales de power metal.

## Lista de canciones
| N.º | Título                    | Escritor(es)                           | Duración |  |
| 1.  | «Lady of Winter»          | Midnight, Jon Drenning                 | 4:00     |  |
| 2.  | «Red Sharks»              | Dana Burnell, Drenning, Jeff Lords     | 4:52     |  |
| 3.  | «Painted Skies»           | Drenning, Midnight, Lords              | 5:16     |  |
| 4.  | «Masque of the Red Death» | Drenning, Midnight, Lords, Ben Jackson | 4:15     |  |
| 5.  | «In Dark Places»          | Drenning, Midnight, Lords              | 7:03     |  |
| 7.  | «Lonely»                  | Drenning, Midnight, Lords, John Zahner | 5:18     |  |
| 8.  | «Burning Bridges»         | Drenning, Midnight                     | 6:32     |  |
| 9.  | «Eternal World»           | Drenning, Midnightm Lords              | 3:54     |  |
| 10. | «Transcendence»           | Drenning, Midnight                     | 4:34     |  |

## Músicos
- Midnight: voz y coros
- Jon Drenning: guitarra líder
- Ben Jackson: guitarra rítmica
- Jeff Lords: bajo
- Dana Burnell: batería

Músicos adicionales
- Jim Morris: synclavier y coros
- Lex Macar: programador de synclavier
- John Zahner: sintetizador
- Tim Morris, Janelle Sadler, The Killing Crew, The Red Death Mob y The Dragon Beast: coros